# Aldo Natoli
Pour les articles homonymes, voir Natoli.
Aldo Natoli (né le 20 septembre 1913 à Messine en Italie et mort le 8 novembre 2010 à Rome) est un homme politique et écrivain italien,.

## Biographie
Aldo Natoli est né  Messine le 20 septembre 1913. Après des études de médecine et chirurgie sanctionnés par une laurea il rentre d'abord à l'« Institut italien du cancer »  auprès de l'hôpital regina Elena de Rome puis en 1939 à l'Institut du cancer de Paris.
En même temps il assurait la liaison avec l'antenne française du PCI.
Au cours d'un séjour en Italie,  il est arrêté en 1939 pour son activité clandestine avec un groupe de militants  d'Avezzano et condamné à cinq ans par le Tribunal spécial pour la sécurité de l’État.
Aldo Natoli est libéré en décembre 1942 après trois ans de prison à Civitavecchia, grâce à la loi d'amnistie du 17 octobre 1942. 
Il rentre aussitôt dans l'organisation militaire du CLN, fondant avec Mario Alicata (it) la rédaction clandestine de L'Unità.
À la fin de la guerre, il devient secrétaire du PCI à Rome et dans le Latium.
Il est élu député du Latium dès la première législature et réélu quatre législatures consécutives.
Conseiller communal de Rome de 1952 à 1966 et chef du groupe communiste à l’Assemblée nationale, il mène une lutte acharnée contre la politique urbaine menée par l' administration communale de la DC (1957-1960).
À partir de 1969, Aldo Natoli en désaccord avec la direction du PCI sur l'invasion soviétique de Tchécoslovaquie, est radié du parti avec Rossana Rossanda, Luigi Pintor et tout le groupe du quotidien il manifesto.
Retiré de la politique, Aldo Natoli se consacre à l'étude de l'histoire, ses travaux les plus importants concernent la vie et l'œuvre de Antonio Gramsci.

## Publications (liste partielle)
- (it) Antigone e il prigioniero: Tania Schucht lotta per la vita di Gramsci Editori riuniti, Rome, 1991
- (it) L'età dello stalinismo: relazioni al convegno internazionale organizzato dalla fondazione istituto Gramsci di Roma e dall'istituto di filosofia dell'universita di Urbino, Urbin, 26-29 mai 1989 / a cura di Aldo Natoli et Silvio Pons. - Editori Riuniti, 1991
- (it) Lettere : 1926-1935 / Antonio Gramsci, Tatiana Schucht ; a cura di Aldo Natoli et Chiara Daniele. - Turin: Einaudi, 1997.
- (it) Mao Tse-Tung e il marxismo / Aldo Natoli.
- (it) Mao Zedong dalla politica alla storia / a cura di Enrica Collotti Pischel, Emilia Giancotti, Aldo Natoli. - Rome : Editori Riuniti, 1988.
- (it) Orwell e il 1984 del Socialismo reale / Ch. Bettelheim, A. Natoli, P.M. Sweezy ; a cura e con introduzione di Michele Cangiani. - Abano Terme: Francisci, 1984.
- (it) Sulle origini dello stalinismo: saggio popolare / Aldo Natoli. - Florence : Vallecchi, 1979.
- (it) Mao Tse Tung: Note su Stalin e Mao, préface de Aldo Natoli, Laterza, Bari, 1975
- (it) La linea di Mao, avec Lisa Foa, De Donato, Bari, 1971
- (it) Il Registro. Carcere politico di Civitavecchia 1941-1943,avec Vittorio Foa, Carlo Ginzburg, Editori Riuniti, Rome, 1994